# مارسيلو كابو
مارسيلو كابو (بالبرتغالية: Marcelo Cabo)(من مواليد 1966) هو مدرب كرة قدم برازيلي.
يدرب نادي النصر الكويتي منذ 2009 وهو مساعد مدرب البرازيل في مونديال 2010 بجنوب أفريقيا
انتقل إلى تدريب نادي العربي الكويتي سنة 2010 قادما من نادي النصر الكويتي